# Гаґфорс
Гаґфорс (швед. Hagfors) — тарторт у однойменному дистрикті та однойменній комуні, лен Вермланд, ландскап Вермланд, Швеція.

## Географія
Місто Гаґфорс розташованане за 270 км на північний захід від столиці Швеції міста Стокгольма та за 75 км на північ від адміністративного центру лену Вермланд міста Карлстад.
У місті є залізничний вокзал та летовище.

## Історія
Заснований у 1876 році.

## Клімат
| Клімат Гаґфорсу         | Клімат Гаґфорсу | Клімат Гаґфорсу | Клімат Гаґфорсу | Клімат Гаґфорсу | Клімат Гаґфорсу | Клімат Гаґфорсу | Клімат Гаґфорсу | Клімат Гаґфорсу | Клімат Гаґфорсу | Клімат Гаґфорсу | Клімат Гаґфорсу | Клімат Гаґфорсу | Клімат Гаґфорсу |
| Показник                | Січ.            | Лют.            | Бер.            | Квіт.           | Трав.           | Черв.           | Лип.            | Серп.           | Вер.            | Жовт.           | Лист.           | Груд.           | Рік             |
| Абсолютний максимум, °C | 8,8             | 11,3            | 18,0            | 25,2            | 28,5            | 33,4            | 33,4            | 34,4            | 27,2            | 20,2            | 13,1            | 9,8             | 34,4            |
| Середній максимум, °C   | −1,9            | −0,6            | 3,4             | 10,7            | 15,4            | 19,6            | 22,0            | 20,3            | 15,6            | 8,5             | 3,4             | −1,3            | 8,7             |
| Середня температура, °C | −5,8            | −5,2            | −2              | 4,3             | 9,0             | 12,9            | 15,8            | 14,4            | 9,8             | 4,3             | 0,2             | −4,9            | 4,4             |
| Середній мінімум, °C    | −9,6            | −9,6            | −7,4            | −2,2            | 2,7             | 6,3             | 9,6             | 8,4             | 3,9             | 0,0             | −3              | −8,5            | −0,7            |
| Абсолютний мінімум, °C  | −42             | −38             | −31,7           | −26,6           | −9,4            | −3,9            | −0,9            | −3,4            | −8,2            | −17,6           | −27,9           | −35,4           | −42             |
| Норма опадів, мм        | 41.7            | 29.4            | 34.6            | 39.3            | 48.2            | 68.0            | 79.9            | 80.2            | 75.6            | 65.2            | 62.3            | 47.0            | 671.3           |
| ----------------------- | --------------- | --------------- | --------------- | --------------- | --------------- | --------------- | --------------- | --------------- | --------------- | --------------- | --------------- | --------------- | --------------- |

## Населення
Станом на 2017 рік населення Гаґфорса становило 4 477 мешканців.
Населення за роками

## Відомі люди
Уродженці
- Моніка Сеттерлунд — шведська джазова співачка та акторка
- Віктор Ейдселл[en] — шведський хокеїст.
- Рубен Свенссон[en] — шведський футболіст.
- Стефан Борщ[en] — шведський співак.
- Хрістер Сьоґрен[en] — шведський співак.

## Економіка
У місті діє великий металургійний завод «Uddeholms AB».

## Спорт
У лютому в місті проходить етап «Раллі Швеції». Місцевий спідвейний клуб «Valsarna» є учасником Елітної серії спідвею Швеції, а хокейна команда «Вікінг» виступає у 2-му дивізіоні чемпіонату Швеції.

## Світлини

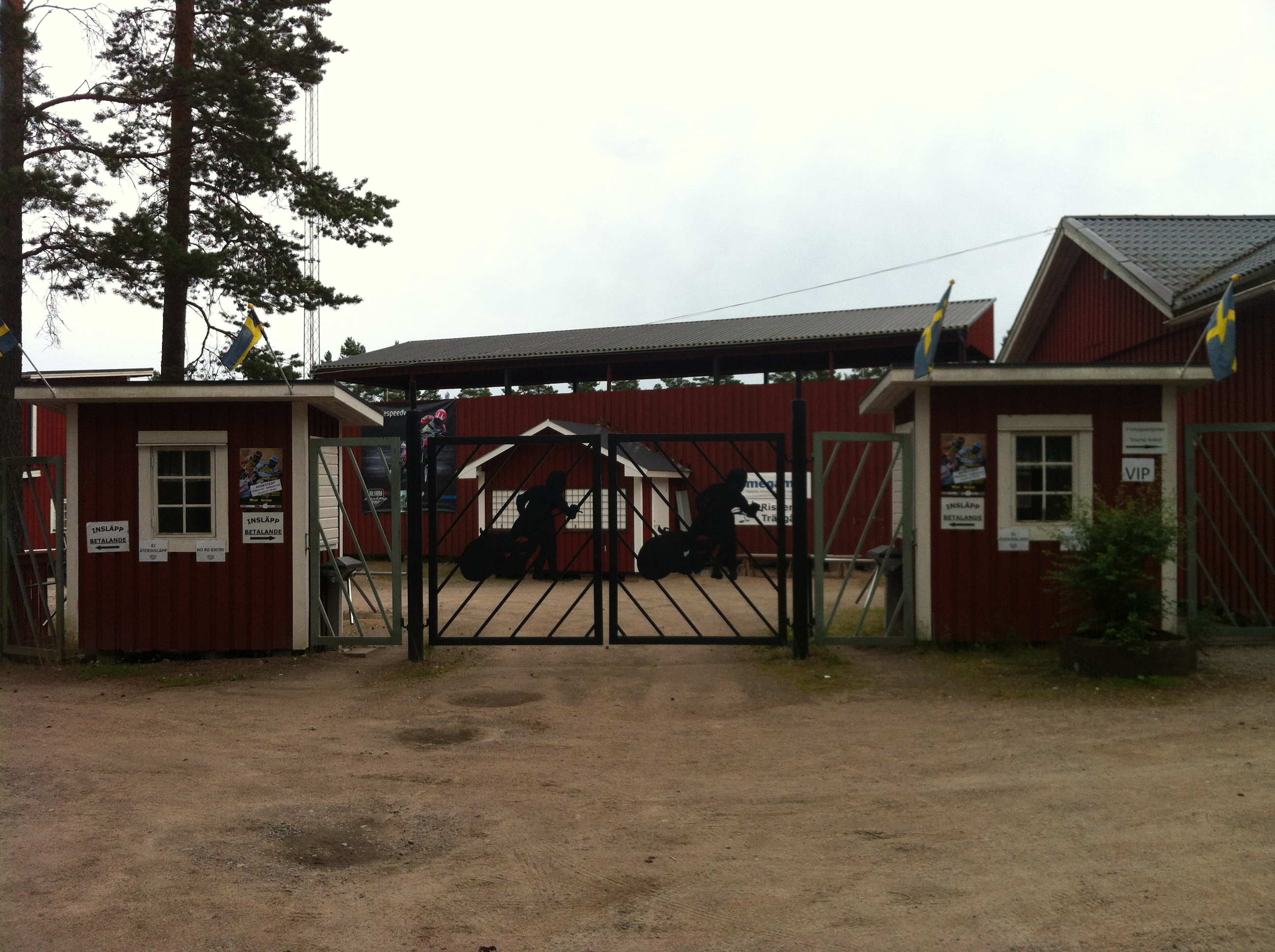
Спідвейний стадіон «Wint Arena»
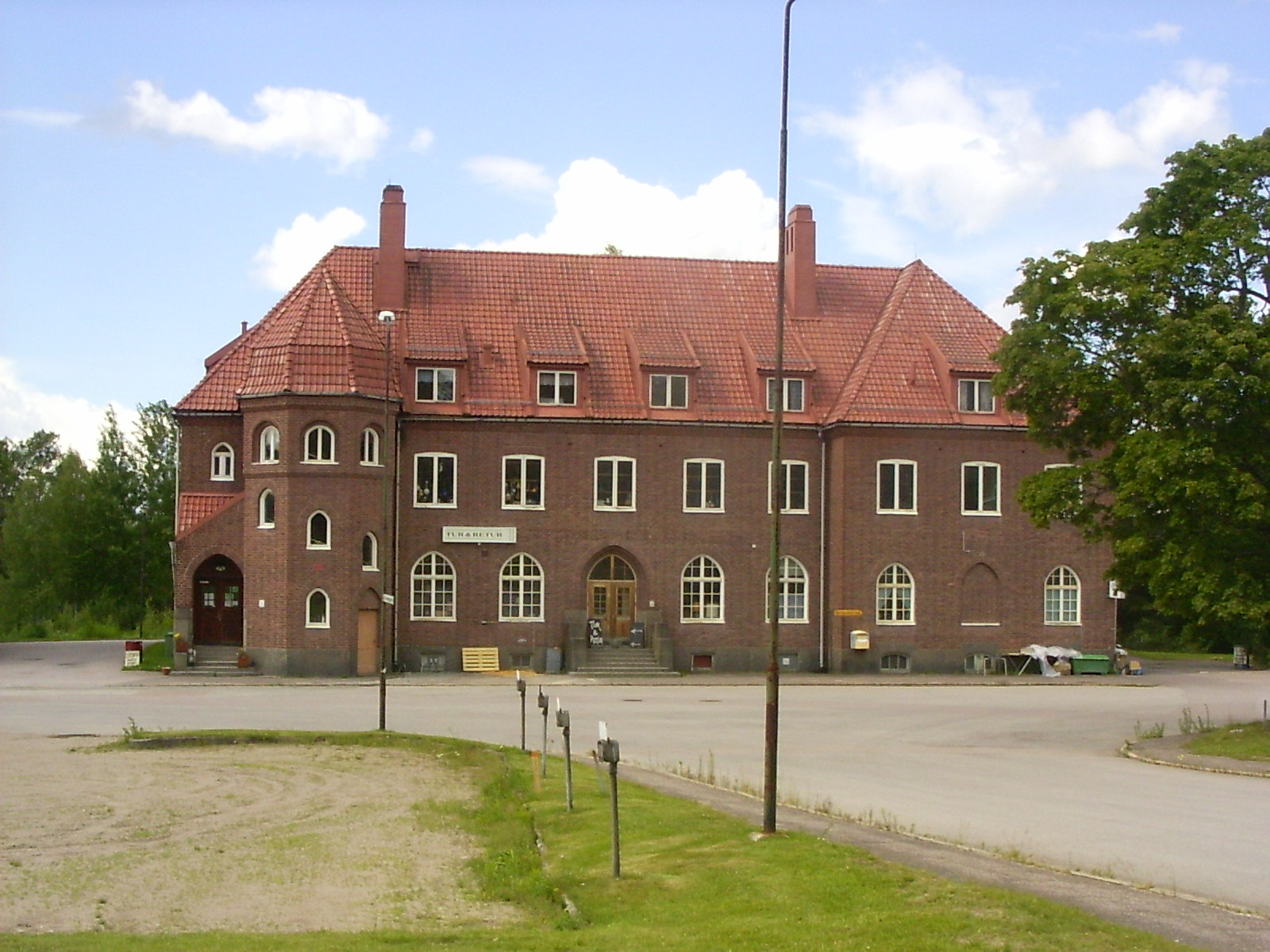
Залізничний вокзал
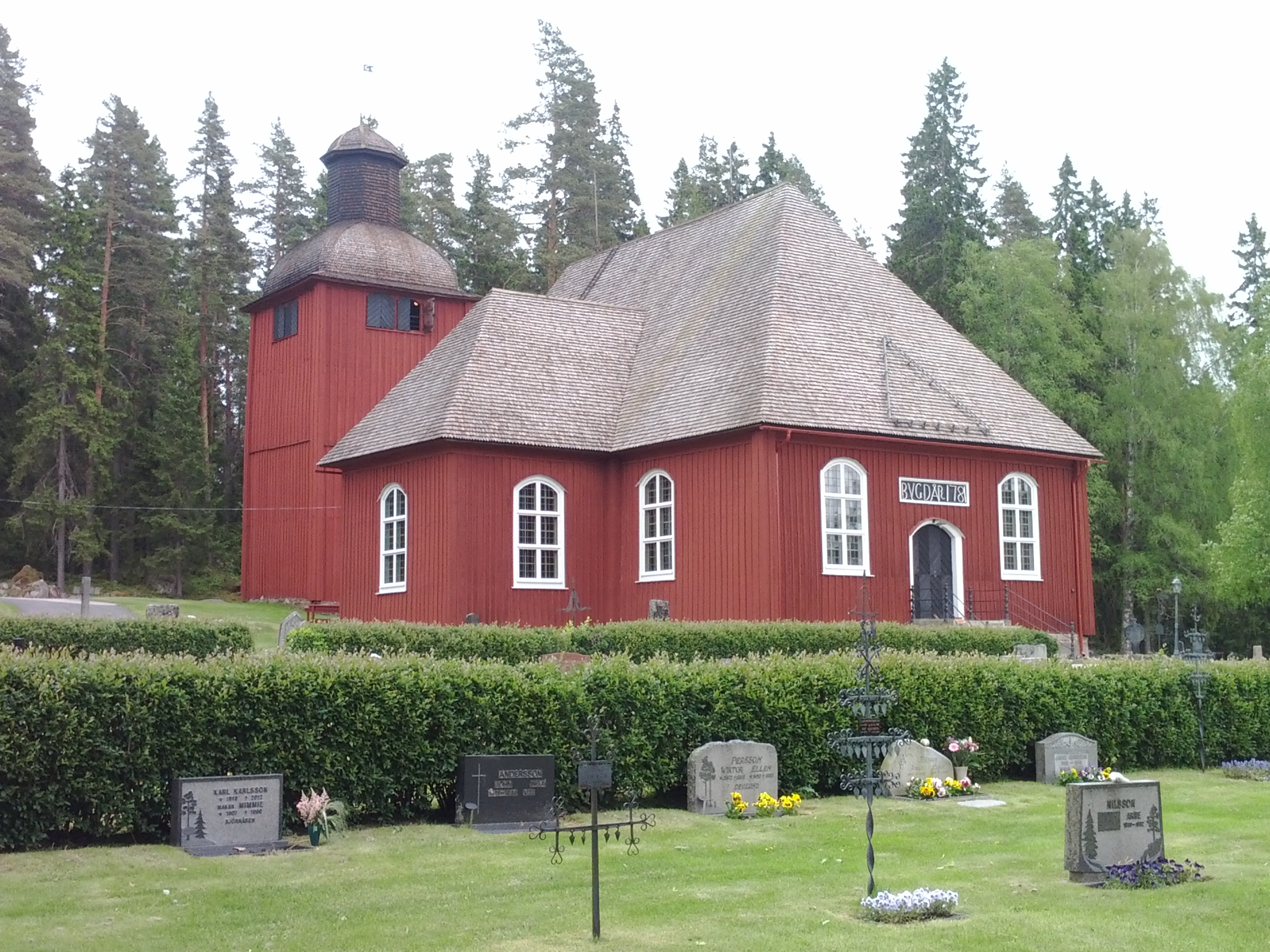
Кирха Ґустав Адольфс